# Alexander Wood (comerciante)

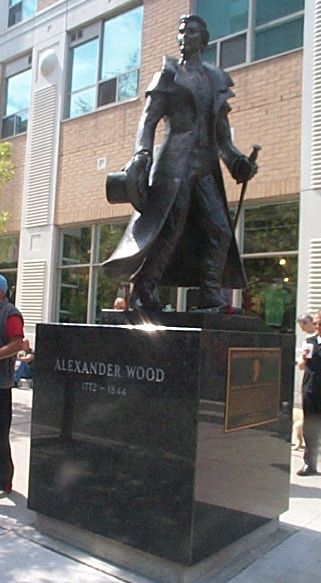
Estatua de Alexander Wood en Church and Wellesley, en Toronto

Alexander Wood (enero de 1772 - 11 de septiembre de 1844) fue un comerciante y magistrado escocés afincado en el Alto Canadá (actual Ontario), quien fue el centro de un escándalo sexual en 1810.

## Vida y carrera temprana
Wood nació en Fetteresso, cerca de Stonehaven (Escocia), y se trasladó al Alto Canadá en 1793, estableciéndose en la ciudad de York (actual Toronto) cuatro años después. Al entrar en negocios con William Allan, se estableció como uno de los principales comerciantes de la ciudad, fue declarado el teniente de la milicia de York en 1798, y fue nombrado magistrado de la ciudad en 1800. En 1801 abrió su propia tienda de suministros de bienes de calidad de Londres y Glasgow.

## El escándalo de 1810
En 1810, Wood se vio en el centro de un escándalo cuando se investigó un caso de violación. La víctima, conocida como “señorita Bailey”, fue con Wood afirmando que no sabía la identidad de su atacante, pero sin embargo había arañado el pene de su agresor durante el asalto. Con el fin de identificar al agresor, Wood inspeccionó personalmente los genitales de varios sospechosos del asalto. Existieron varios rumores contradictorios respecto a la conducta de Wood durante estas inspecciones. Se afirmó incluso que Wood inventó la acusación de violación como una oportunidad para acariciar y seducir a hombres jóvenes. Todavía se desconoce la verdad respecto a lo ocurrido.
Cuando se enfrentó a los cargos del juez William Dummer Powell, Wood respondió: Yo mismo me he abierto al ridículo y a la malevolencia, que no sé cómo responder, esto va a ser objeto de alegría y una mano para mis enemigos por una mueca de desprecio que tengo todas las razones para esperar. Wood se convirtió en objeto de ridículo y fue etiquetado con el apodo de “Molly Wood”, siendo “Molly” una expresión coloquial despectiva para un hombre homosexual. John Beverley Robinson llamó a Wood “Inspector General de Cuentas Privadas”.
El juez Powell prometió no tener en cuenta los potenciales cargos de sodomía a condición de que Wood dejara Alto Canadá. Wood volvió a Escocia, en octubre de 1810.

## Retorno a York
Wood volvió a York en 1812, reanudando su anterior nombramiento como magistrado. Luchó en la guerra de 1812 y estuvo en las juntas directivas de varias organizaciones. Su vida en York continuó sin incidentes hasta 1823, cuando el Rev. John Strachan, un amigo de Wood, lo recomendó para un puesto en la Guerra de la Comisión de Reclamaciones, de 1814. El juez Powell era la autoridad nominadora y se los negó a Wood por razones morales debido al escándalo de 1810. Wood demandó a Powel por difamación y ganó, pero Powell se negó a pagar y publicó posteriormente un panfleto atacando Wood aún más.
Wood se mantuvo en York, continuando su servicio en deberes cívicos durante los siguientes diecisiete años. En 1827 compró un terreno de 50 acres (20,23 ha) en Yonge y Carlton, que se conoció como “Molly Wood's Bush” a lo largo del siglo XIX.

## Muerte
Alexander Wood, finalmente regresó a Escocia en 1842 y murió dos años más tarde a la edad de 72 años. La colonia británica rindió homenaje a Wood como uno de los ciudadanos fundadores más destacados de Toronto.
Wood nunca se había casado, y ya todos sus hermanos y hermanas estaban fallecidos en el momento de su muerte, en consecuencia no tenía herederos legales. Debido a las diferencias entre la ley de bienes de Escocia y Canadá, llevó siete años a la Corte de secciones escocesa y a la Cámara de los Lores británica decidir que su patrimonio se dividiera en Escocia, en lugar de Canadá. Sus bienes por lo tanto, fueron entregados a un primo en 1851.

## Legado

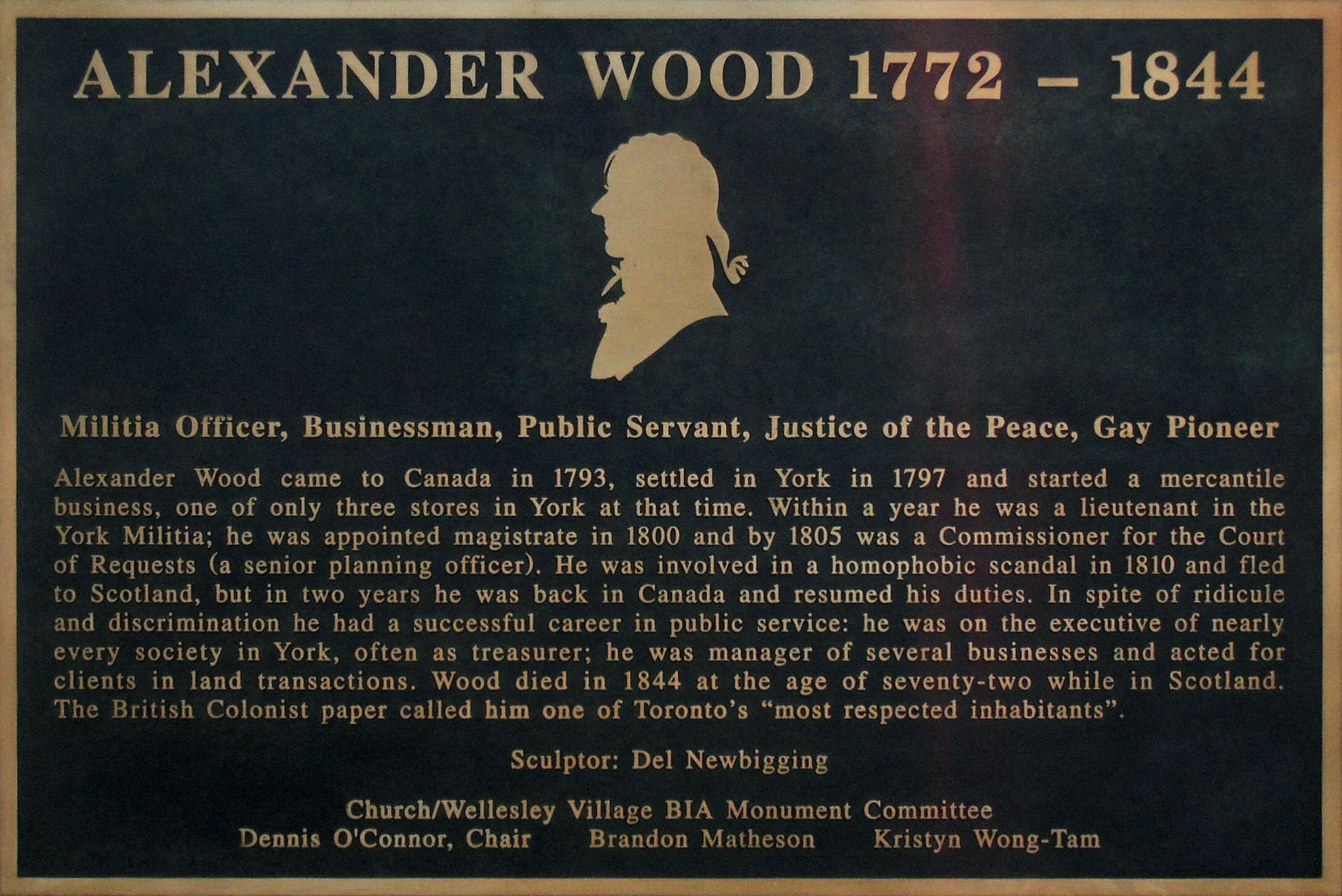
Placa en homenaje a Alexander Wood

El terreno conocido una vez como “Molly Wood's Bush” ahora forma parte del barrio gay Church and Wellesley.
En 1994, los dramaturgos John Wimbs y Christopher Richards pusieron en marcha una obra de teatro titulada “Molly Wood”, basada en su vida. Esta producción obtuvo los premios Dora a la Mejor Nueva Obra y Mejor Producción en 1995.
En 2005, la asociación comercial de Church and Wellesley erigió una estatua de Wood en el barrio, en honor a él como un precursor de la moderna comunidad gay de Toronto. La estatua del escultor Del Newbigging se dio a conocer el 28 de mayo de 2005. El costo de 200.000 dólares fue compartido por la asociación empresarial y la municipalidad de Toronto. También en 2005, la asociación comercial lanzó una cerveza con nombre de Wood. Alexander Wood Lager se comercializa exclusivamente a los bares de la zona de Church and Wellesley.
Las cartas de Alexander Wood, que están en la colección de la Sala de Baldwin en la Biblioteca Pública de Toronto, son una buena fuente para conocer cómo fue el comercio en Alto Canadá.